# FlightGear
FlightGear — открытый проект по созданию свободного авиасимулятора. Проект был создан в 1996 году, с первым релизом в 1997. В собранном виде (исполнимая программа, готовая к запуску) существуют версии для Microsoft Windows, Linux, Mac OS X, FreeBSD, Sun Solaris SPARC/x86 и IRIX.
Выпущенный под лицензией GNU General Public License профессиональный авиасимулятор и, одновременно, компьютерная игра FlightGear является свободным программным обеспечением (OpenSource).

## Модель Земли «FlightGear World Scenery»
FlightGear World Scenery — файлы с описанием поверхности земли, местонахождения аэродромов, аэропортов и т. п. Версия 1.0.0 описывает бо́льшую часть поверхности земного шара. Версия 2.10 (revision 21622) была выпущена 5 марта 2013 года и занимает более 12 гигабайт.
Ранние версии FlightGear World Scenery (v1.0.1) часто нумеровались по номеру версии программы самого симулятора (например, 2.12). Актуальной версией FlightGear World Scenery является v2.0.1.

## Модели летательных аппаратов «FlightGear Aircraft»
На 25 мая 2020 года свободно доступна коллекция из 535 моделей летательных аппаратов (ЛА), которые могут быть загружены индивидуально или пакетом с сайта проекта или через Aircraft Center, встроенный в саму программу. В более ранних версиях модели загружались с сайта в виде файловых архивов. С лета 2013 года на условиях GNU GPL доступна детально проработанная модель Ту-154Б-2, являющаяся моделью команды «Проект Туполев», перенесённой из Microsoft Flight Simulator во FlightGear.